# Oenothera pilosella
Oenothera pilosella är en dunörtsväxtart. Oenothera pilosella ingår i släktet nattljussläktet, och familjen dunörtsväxter.

## Underarter
Arten delas in i följande underarter:
- O. p. pilosella
- O. p. sessilis

## Bildgalleri

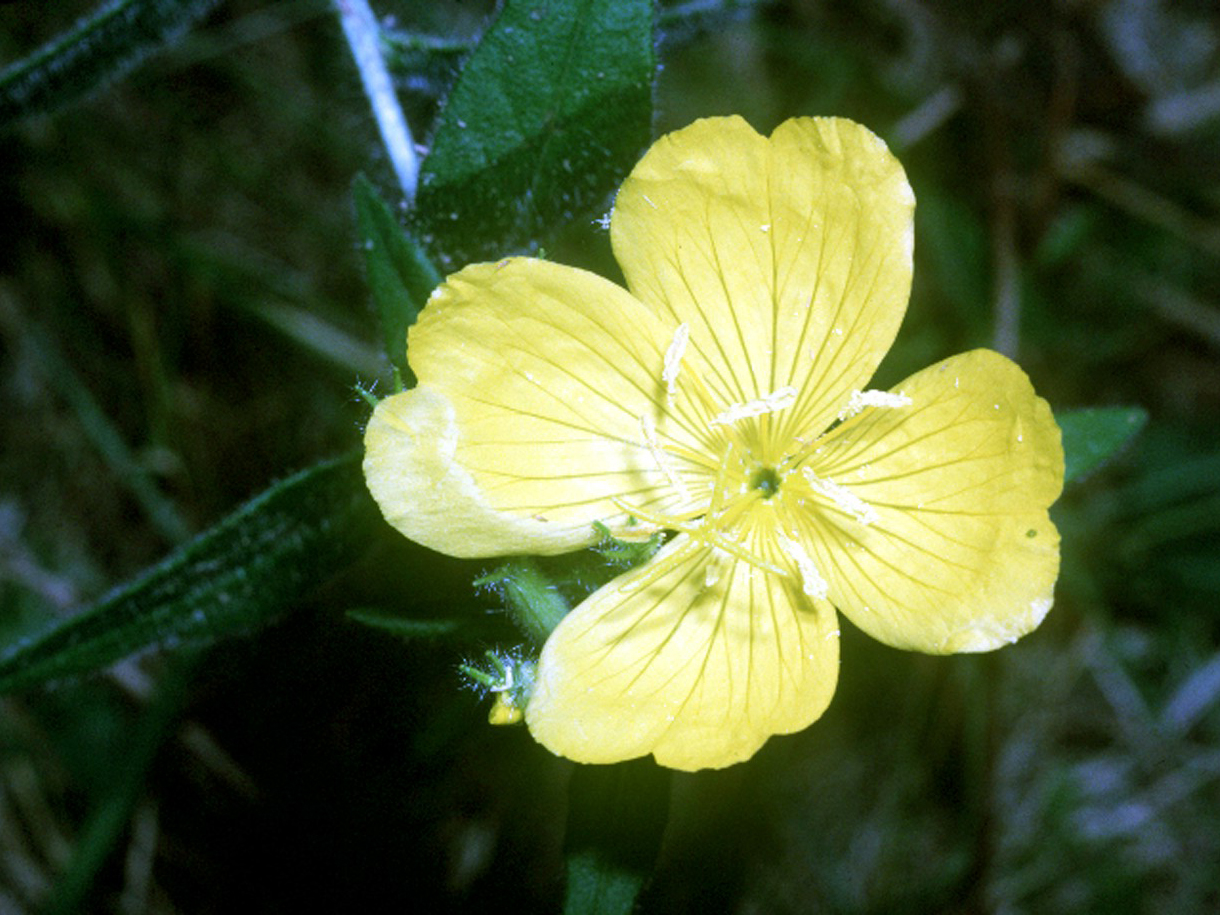